# NGC 6052
NGC 6052 è una galassia interagente (Sc+Sc), formata da una coppia di galassie a spirale (NGC 6052A e NGC 6052B), situata prospetticamente nella costellazione di Ercole alla distanza di 220 milioni di anni luce dalla Terra.
È una galassia luminosa all'infrarosso in grado di emettere una luminosità superiore a 1011 la luminosità solare nella parte dello spettro elettromagnetico del lontano infrarosso.
Nel 1982 è stata identificata una supernova, catalogata come SN 1982aa, di tipo II.